# Ovidiu-Ioan Sitterli
Ovidiu-Ioan Sitterli (n. 17 februarie 1972) este un deputat român, ales în 2016 în județul Sibiu din partea Partidului Social Democrat (PSD). În octombrie 2017, a demisionat din partid și în iunie 2018 a trecut la Partidul Național Liberal (PNL).